# Новотроицкий район (Кировская область)
Новотроицкий район — административно-территориальная единица в составе Кировской области РСФСР, существовавшая в 1945—1955 годах. Административный центр — село Новотроицкое.

## История
Район был образован в 1945 году из части территории Черновского и Шабалинского районов.
30 сентября 1955 года район упразднен с передачей территории в Черновский и Шабалинский районы.

## Административное деление
В 1950 году в состав района входило 12 сельсоветов и 193 населённых пункта:
| № п/п | Сельсовет     | Кол-во НП | Население |
| ----- | ------------- | --------- | --------- |
| 1     | Архангельский | 17        | 1418      |
| 2     | Бураковский   | 20        | 932       |
| 3     | Высоковский   | 11        | 697       |
| 4     | Жуковский     | 7         | 577       |
| 5     | Журавлевский  | 23        | 1663      |
| 6     | Ключевской    | 23        | 2589      |
| 7     | Колосовский   | 19        | 1557      |
| 8     | Першинский    | 13        | 951       |
| 9     | Росляковский  | 10        | 866       |
| 10    | Сандаковский  | 14        | 1764      |
| 11    | Соловецкий    | 14        | 1021      |
| 12    | Чахловский    | 22        | 1232      |